# Val Fedoz

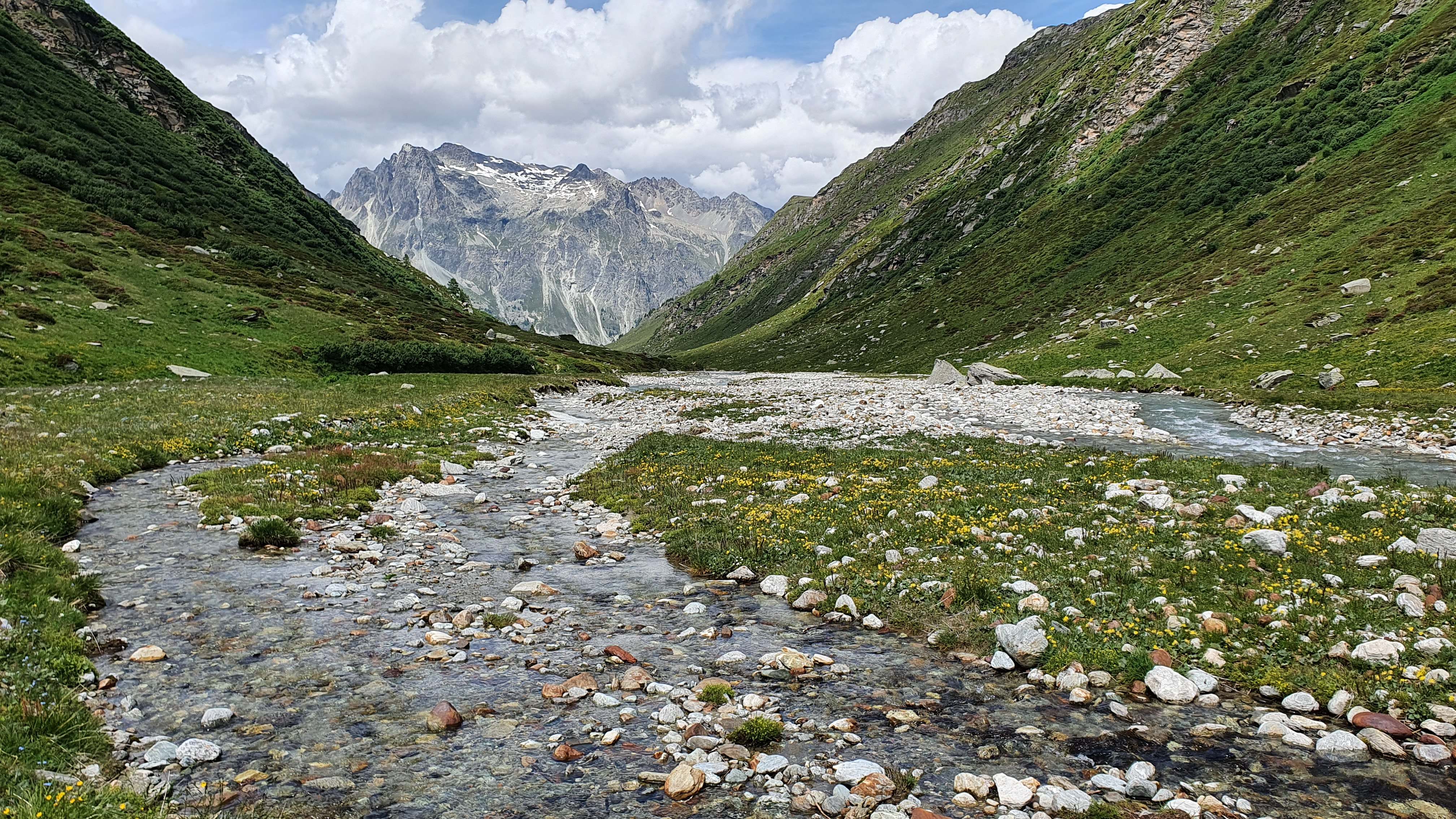
Die Aua da Fedoz mit ihren charakteristischen Kiesinseln

Das Val Fedoz ist ein Seitental des Oberengadins im Schweizer Kanton Graubünden. Politisch ist es ein Teil der Gemeinde Bregaglia.

## Geographie
Das Val Fedoz ist das Paralleltal zum weiter östlich gelegenen Fextal und von diesem durch den Muott’Ota getrennt. Im Gegensatz zum Fextal ist das Val Fedoz unbewohnt, nahezu baumlos und sehr karg. Deswegen wird es auch als der „wilde Bruder des Fextals“ bezeichnet. Im Westen ist das Tal durch den Piz da la Margna vom Val Forno getrennt. Im Süden bilden der Piz Fora (3362 m ü. M.) und der Monte dell’Oro (3153 m ü. M.) auf der Grenze zu Italien den Talabschluss.
Das trogförmig vom Gletscher ausgeräumte Val Fedoz mündet als Hängetal mit einer Geländestufe ins etwa 150 Meter tiefer gelegene Oberengadin. Unterhalb des Gletschers Vadrec da Fedoz liegt das Quellgebiet der Aua da Fedoz. Über vom Gletscher abgetragene Felsen
stürzt das Wasser zunächst 500 Meter in die Tiefe und mäandriert dann durch das Tal. Es entstand ein Schwemmbereich mehrerer Kilometer Länge mit vielen Kiesinseln, der ökologisch sehr wertvoll ist.
Der Taleingang wird links und rechts von zwei Alpen flankiert, Ca d’Starnam (2024 m ü. M.) im Westen und Petpreir (1989 m ü. M.) im Osten.

## Name
Das Val Fedoz hat die gleiche Etymologie wie das benachbarte Fextal: Beide Namen leiten sich ab von feda, «Schaf».

## Erschliessung
Beidseits der Aua da Fedoz führen Wanderwege durchs Tal. Sie enden vor dem Gletschervorfeld auf 2106 m ü. M. unterhalb der Motta Salatschina.